# Тасо (герцог Фриуля)
Тасо (Тассо, Тасон; лат. Taso, Tasso, Tason; погиб в 610-е или 620-е годы) — герцог Фриуля (610—610-е/620-е годы) из рода Гаузы. Правил совместно с младшим братом Какко.

## Биография
Основным повествующим о Тасо нарративным источником является «История лангобардов» Павла Диакона.
Тасо был старшим сыном правителя Фриульского герцогства Гизульфа II и Ромильды, происхождение которой неизвестно. Тасо и его брат Какко были уже совершеннолетними, когда в 610 году их отец погиб в сражении с вторгнувшимися в герцогство аварами. По свидетельству Павла Диакона, супруга Гизульфа Ромильда укрылась за стенами Чивидале-дель-Фриули, столицы герцогства, но, прельщённая красотой и молодостью правителя аваров, открыла врагам городские ворота. Авары захватили и разорили город, взяв в плен множество местных жителей, включая и членов герцогской семьи. Позднее по приказу кагана супруга Гизульфа II была жестоко казнена, а его сыновья — Тасо, Какко, Радоальд и Гримоальд — и его четыре дочери были уведены аварами в рабство. Однако по дороге в Паннонию всем братьям удалось бежать из плена.
Вскоре после ухода аваров Тасо и Какко возвратились во Фриуль и начали совместно править герцогством.
Под властью герцогов Тасо и Какко находились не только северо-восточные области Апеннинского полуострова, населённые лангобардами, но и славянские земли между рекой Гайль и Маглерном, завоёванные братьями-соправителями. Начиная с этого времени и до времён короля Ратхиса жившие здесь славяне платили дань герцогам Фриуля.
По свидетельству Павла Диакона, Тасо и Какко были приглашены в Одерцо византийским патрицием Григорием, которого историки идентифицируют с одноимённым экзархом Равенны. Поводом для приглашения было, якобы, желание экзарха усыновить герцога Тасо и сделать его своим наследником. Однако после того как фриульские правители прибыли к месту встречи, они и члены их свиты подверглись нападению. Несмотря на личную храбрость лангобардов, все они были убиты византийцами. Франкский историк первой половины VII века Фредегар упоминает об аналогичном убийстве. Однако в его изложении Тасо был герцогом Тосканы, несправедливо обвинённым своими недоброжелателями в заговоре против короля Ариоальда. Подкупленный лангобардским королём, экзарх Равенны Исаак, которого герцог считал своим другом, пригласил Тасо в Равенну. Здесь правитель Тосканы и был предательски убит. Позднее Гримоальд, когда уже был королём, отомстил византийцем за смерть братьев: он до основания разрушил Одерцо, а все близлежащие земли присоединил к Лангобардскому государству.
Противоречивость свидетельств первичных источников не позволяет установить точную дату гибели Тасо и Какко. Следуя труду Павла Диакона, описывавшего убийство герцогов ранее смерти короля Агилульфа, ряд историков считает, что это событие произошло в 616 году. Другие же авторы, на основании византийских источников, относящих экзархство Григория I к 619—625 годам, этим же временем датируют и убийство фриульских герцогов. На основании же свидетельства Фредегара гибель Тасо и Какко датируется 625 или 626 годом, когда Григорий I был сменён экзархом Исааком.
Неизвестно точно, что побудило византийцев к убийству Тасо и Какко. Возможно, это было вызвано сближением фриульских герцогов с королём лангобардов, что могло бы угрожать итальянским владениям Византийской империи.
После гибели Тасо и Какко власть над Фриульским герцогством перешла к их дяде Гразульфу II.